# Ленинский сельсовет (Минская область)
Ленинский сельсовет — упразднённая административная единица на территории Слуцкого района Минской области Белоруссии. Сельсовет упразднён в 2013 году, все населённые пункты вошли в состав Знаменского сельсовета.

## История
28 июня 2013 года упразднён Ленинский сельсовет.

## Состав
Ленинский сельсовет включал 9 населённых пунктов:
- Залядье — деревня.
- Кажушки — деревня.
- Ленино — агрогородок.
- Невязцы — деревня.
- Подлесье — агрогородок.
- Славинск — деревня.
- Терасполь — деревня.
- Ульяновка — деревня.
- Шаловичи — деревня.